# Rododendronnetwants
De rododendronnetwants (Stephanitis rhododendri) is een wants uit de familie van de Tingidae (Netwantsen). De soort werd het eerst wetenschappelijk beschreven door Géza Horváth in 1905.

## Uiterlijk
De wants kan 3 tot 4 mm lang worden. Netwantsen als deze hebben vleugels met een fijnmazig netwerkpatroon van aders. Net als de andere soorten uit het genus Stephanitis heeft de wants een opvallende grote bolvormige halsblaas. Het randveld van het halsschild is naar voren uitgerekt maar steekt niet voorbij de ogen. Het randveld van de vleugels is vijf of meer cellen breed en daarmee veel breder dan bij de andere Stephanitis-soorten.

## Leefwijze
De volwassen wantsen kunnen in Nederland van juni tot september waargenomen worden op diverse Rododendron-soorten in parken en tuinen. De soort heeft een voorkeur voor onderkant van de bladeren, dicht bij de grond. Met hun steeksnuit zuigen ze sap en het bladgroen uit de bladeren, waardoor er witte vlekjes ontstaan (ookwel chlorosis genoemd). De onderkant van de bladeren is dan vaak bezaaid met larvehuidjes en zwarte uitwerpselen. De soort kent één generatie per jaar en overwintert als eitje. Als er in gunstige omstandigheden een tweede generatie ontstaat, kan ook de volwassen wants de winter overleven.

## Leefgebied
De wants komt waarschijnlijk oorspronkelijk uit Noord-Amerika en Canada en is samen met zijn waardplant geïntroduceerd in Europa, Zuid-Afrika en Nieuw-Zeeland. In het midden van Nederland kwam de soort vrij algemeen voor maar hun aantal neemt af en de wants is inmiddels zeldzaam. Mogelijk wordt de soort verdrongen door Stephanitis oberti die op dezelfde waardplant leeft.   